# Marguerite Sikabonyi

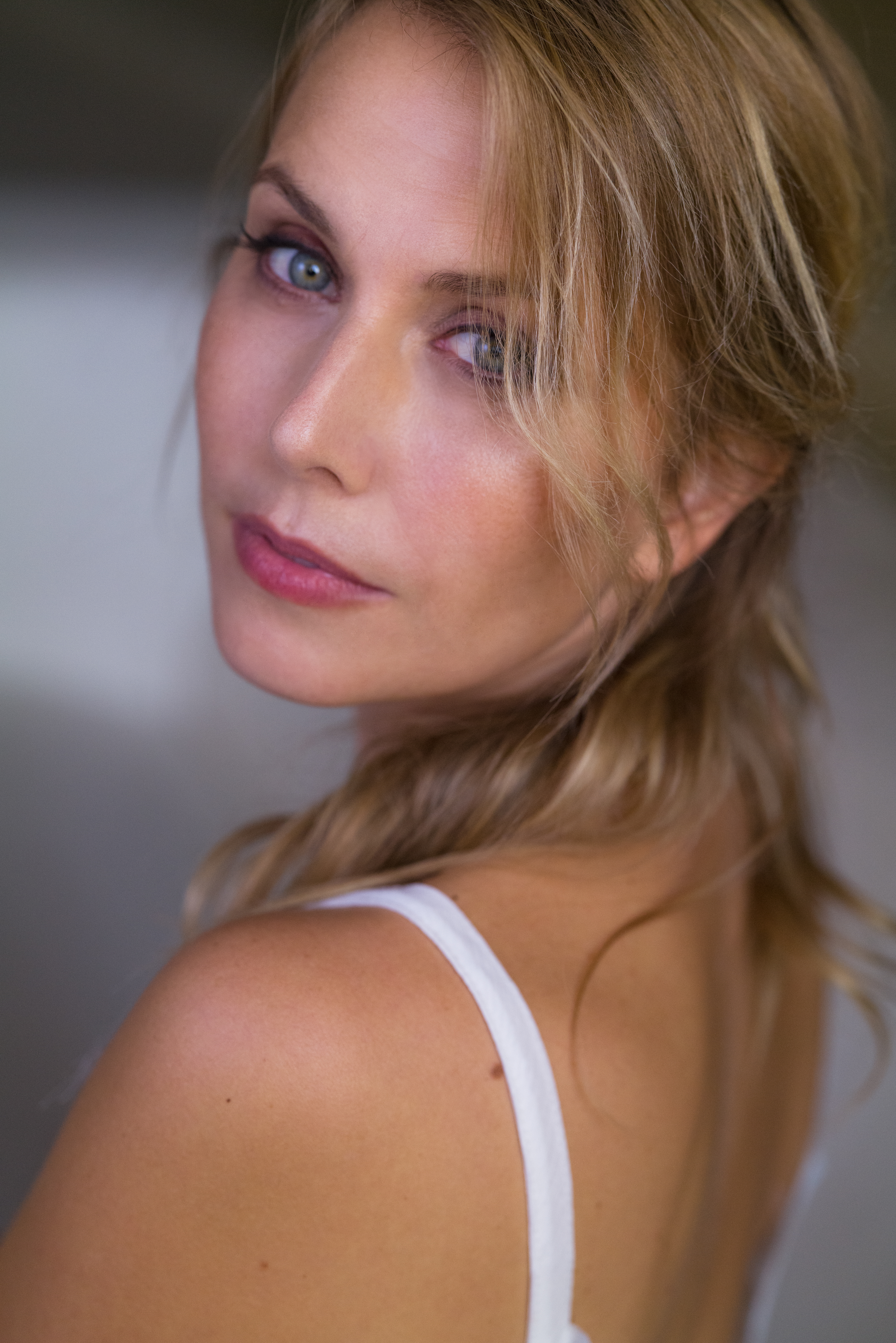
Marguerite Sikabonyi (2011)

Marguerite Sikabonyi (* 16. Dezember 1982 in Rom, Italien), manchmal auch als Margot Sikabonyi auftretend, ist eine italienische Filmschauspielerin.

## Leben
Marguerite Sikabonyi ist Tochter einer kanadischen Mutter und eines ungarischen Vaters. Sie hatte bereits ab 11 Jahren Auftritte als Kinderdarstellerin. Ab 1998 spielte sie als „Maria Martini“ in der Comedyserie Un medico in famiglia. 2000 begann sie ihr Schauspiel-Studium in Paris.
2015 und 2017 kamen ihre beiden Kinder zur Welt, 2021 erschien ihr Lebens-Ratgeber Respira im Verlag Santelli.

## Filmografie (Auswahl)
- 1994: Ho un segreto con papà
- 1997: Ardena
- 1998–2014: Un medico in famiglia (Fernsehserie, 57 Folgen)
- 2007–2008: Boris (Fernsehserie, 3 Folgen)
- 2008: Kommissar Rex (Fernsehserie, eine Folge)
- 2008: Deadly Kitesurf
- 2010: Pius XII.
- 2012: Two Married People
- 2014: Taipei Factory II